# Edizioni di Ninja Warrior
La seguente è una lista che comprende i vari partecipanti che hanno tentato di conquistare la metal tower di Ninja Warrior nelle varie edizioni. Per ogni edizione è presente una tabella in cui vengono indicati i nomi dei concorrenti e gli ostacoli che hanno fermato la loro corsa, oltre allo stage raggiunto e al numero identificativo. Per quanto riguarda il 1° stage, poiché sono molti i concorrenti che non riescono a finire il percorso, vengono citati solamente i nomi degli All-Stars (Kazuhiko Akiyama, Makoto Nagano, Toshihiro Takeda, Shingo Yamamoto, Bunpei Shiratori e Katsumi Yamada) che non sono riusciti a concluderlo, mentre un numero indicherà quanti partecipanti non sono riusciti a terminare lo stage; nella parte relativa al 2°, 3° e 4° stage vengono invece riportati i nomi di tutti coloro che hanno tentato di terminare il percorso.
I partecipanti di uno stesso stage sono disposti in ordine di ostacoli superati con successo, da colui che ne ha superati di più a colui che ne ha superati di meno.
Nelle edizioni 10, 20, 30 e 40 i numeri affidati a ciascun concorrente (che normalmente vanno da 1 a 100) vanno rispettivamente da 901 a 1000, da 1901 a 2000, da 2901 a 3000, e da 3901 a 4000, questo per indicare i 1000 tentativi (in gara 10), i 2000 (in gara 20), i 3000 (in gara 30), e i 4000 (in gara 40), compiuti fino a quel momento, di completare il 1° stage.

## Stage
I quattro stage sono sempre stati ridisegnati negli ostacoli e nel tempo limite:

### 1° stage
| Gara | Ostacoli        | Ostacoli        | Ostacoli         | Ostacoli         | Ostacoli         | Ostacoli        | Ostacoli         | Ostacoli           | Ostacoli           | Ostacoli       | Ostacoli           | Ostacoli           | Tempo limite |
| ---- | --------------- | --------------- | ---------------- | ---------------- | ---------------- | --------------- | ---------------- | ------------------ | ------------------ | -------------- | ------------------ | ------------------ | ------------ |
| 1    | Barrel Climb    | Barrel Climb    | Spinning Log     | Spinning Log     | Rapid Descent    | Rapid Descent   | Hill Climb       | Hill Climb         | Balance Bridge     | Balance Bridge | Mountain Climb     | Mountain Climb     | 70           |
| 2    | Barrel Climb    | Barrel Climb    | Spinning Log     | Spinning Log     | Rapid Descent    | Rapid Descent   | Hill Climb       | Hill Climb         | Balance Bridge     | Balance Bridge | Mountain Climb     | Mountain Climb     | 60           |
| 3    | Barrel Climb    | Barrel Climb    | Rolling Log      | Rolling Log      | Balance Bridge   | Rapid Descent   | Rapid Descent    | Hill Climb         | Hill Climb         | Tarzan Jump    | +                  | Rope Climb         | 60           |
| 4    | Barrel Climb    | Barrel Climb    | Rolling Log      | Rolling Log      | Balance Bridge   | Rapid Descent   | Rapid Descent    | Hill Climb         | Hill Climb         | Tarzan Jump    | +                  | Rope Climb         | 60           |
| 5    | Barrel Climb    | Barrel Climb    | Rolling Log      | Rolling Log      | Balance Bridge   | Jump Hang       | Jump Hang        | Warped Wall        | Warped Wall        | Tarzan Jump    | +                  | Rope Climb         | 75           |
| 6    | Barrel Climb    | Barrel Climb    | Rolling Log      | Rolling Log      | Balance Bridge   | Jump Hang       | Jump Hang        | Warped Wall        | Warped Wall        | Tarzan Jump    | +                  | Rope Climb         | 75           |
| 7    | Barrel Climb    | Barrel Climb    | Rolling Log      | Rolling Log      | Balance Bridge   | Jump Hang       | Jump Hang        | Warped Wall        | Warped Wall        | Tarzan Jump    | +                  | Rope Climb         | 75           |
| 8    | Quintuple Steps | Quintuple Steps | Rolling Log      | Rolling Log      | Big Boulder      | Jump Hang       | Jump Hang        | Warped Wall        | Warped Wall        | Tarzan Jump    | +                  | Rope Climb         | 77           |
| 9    | Quintuple Steps | Quintuple Steps | Rolling Log      | Rolling Log      | Big Boulder      | Jump Hang       | Jump Hang        | Warped Wall        | Warped Wall        | Tarzan Jump    | +                  | Rope Climb         | 77           |
| 10   | Quintuple Steps | Quintuple Steps | Rolling Log      | Rolling Log      | Dance Bridge     | Jump Hang       | Jump Hang        | Warped Wall        | Warped Wall        | Tarzan Swing   | +                  | Rope Climb         | 80           |
| 11   | Quintuple Steps | Quintuple Steps | Rolling Log      | Rolling Log      | Balance Bridge   | Jump Hang       | Jump Hang        | Warped Wall        | Warped Wall        | Tarzan Swing   | +                  | Rope Climb         | 85           |
| 12   | Hill Climb      | Hill Climb      | Rolling Log      | Rolling Log      | Plank Bridge     | Jump Hang       | Jump Hang        | Warped Wall        | Warped Wall        | Tarzan Swing   | +                  | Rope Climb         | 85           |
| 13   | Prism See-Saw   | Prism See-Saw   | Rolling Log      | Rolling Log      | Bridge of Blades | Jump Hang       | Jump Hang        | Crooked Wall       | Warped Wall        | Tarzan Jump    | +                  | Rope Climb         | 80           |
| 14   | Cone Jump       | Cone Jump       | Butterfly Wall   | Rolling Log      | Bridge of Blades | Jump Hang       | Jump Hang        | Crooked Wall       | Warped Wall        | Tarzan Jump    | +                  | Rope Climb         | 103          |
| 15   | Hurdle Jump     | Hurdle Jump     | Butterfly Wall   | Rolling Log      | Bridge of Blades | Jump Hang       | Jump Hang        | Crooked Wall       | Warped Wall        | Tarzan Jump    | +                  | Rope Climb         | 95           |
| 16   | Sextuple Steps  | Sextuple Steps  | Rolling Log      | Rolling Log      | Bridge of Blades | Jump Hang       | Rope Reverse     | Reverse Fly        | Warped Wall        | Tarzan Jump    | +                  | Rope Climb         | 100          |
| 17   | Sextuple Steps  | Sextuple Steps  | Log Slope        | Rolling Log      | Bridge of Blades | Circle Slider   | Jump Hang        | Warped Wall        | Warped Wall        | Tarzan Jump    | +                  | Rope Climb         | 85           |
| 18   | Rope Glider     | Rope Glider     | Log Grip         | Log Grip         | Pole Maze        | Jumping Spider  | Bungee Bridge    | Great Wall         | Flying Chute       | Tarzan Rope    | +                  | Rope Ladder        | 130          |
| 19   | Sextuple Steps  | Sextuple Steps  | Log Grip         | Log Grip         | Pole Maze        | Jumping Spider  | Half-Pipe Attack | Warped Wall        | Flying Chute       | Tarzan Rope    | +                  | Rope Ladder        | 115          |
| 20   | Sextuple Steps  | Sextuple Steps  | Log Grip         | Log Grip         | Pole Maze        | Jumping Spider  | Half-Pipe Attack | Warped Wall        | Flying Chute       | Tarzan Rope    | +                  | Rope Ladder        | 120          |
| 21   | Sextuple Steps  | Sextuple Steps  | Log Grip         | Log Grip         | Pole Maze        | Jumping Spider  | Half-Pipe Attack | Warped Wall        | Flying Chute       | Tarzan Rope    | +                  | Rope Ladder        | 120          |
| 22   | Sextuple Steps  | Sextuple Steps  | Circle Hammer    | Log Grip         | Log Grip         | Jumping Spider  | Half-Pipe Attack | Warped Wall        | Slider Jump        | Tarzan Rope    | +                  | Rope Ladder        | 120          |
| 23   | Twelve Timbers  | Twelve Timbers  | Curtain Slider   | Log Grip         | Log Grip         | Jumping Spider  | Half-Pipe Attack | Warped Wall        | Slider Jump        | Tarzan Rope    | +                  | Rope Ladder        | 120          |
| 24   | Twelve Timbers  | Twelve Timbers  | X-Bridge         | Log Grip         | Log Grip         | Jumping Spider  | Half-Pipe Attack | Warped Wall        | Slider Jump        | Tarzan Rope    | +                  | Rope Ladder        | 120          |
| 25   | Dome Steps      | Dome Steps      | Rolling Log      | Jump Hang        | Jump Hang        | Bridge Jump     | Log Grip         | Warped Wall        | Circle Slider      | Tarzan Rope    | +                  | Rope Ladder        | 115          |
| 26   | Step Slider     | Step Slider     | Hazard Swing     | Rolling Escargot | Rolling Escargot | Jumping Spider  | Half-Pipe Attack | Warped Wall        | Giant Swing        | Tarzan Rope    | +                  | Rope Ladder        | 130          |
| 27   | Step Slider     | Step Slider     | Rolling Escargot | Rolling Escargot | Giant Swing      | Jumping Spider  | Half-Pipe Attack | Warped Wall        | Spin Bridge        | Tarzan Rope    | +                  | Rope Ladder        | 125          |
| 28   | Quintuple Steps | Quintuple Steps | Rolling Escargot | Rolling Escargot | Spin Bridge      | Jump Hang Kai   | Jump Hang Kai    | Double Warped Wall | Double Warped Wall | Tarzan Rope    | +                  | Rope Ladder        | 105          |
| 29   | Long Jump       | Long Jump       | Log Grip         | Log Grip         | Hedgehog         | Jump Hang Kai   | Jump Hang Kai    | Double Warped Wall | Double Warped Wall | Tarzan Rope    | +                  | Rope Ladder        | 105          |
| 30   | Long Jump       | Long Jump       | Log Grip         | Log Grip         | Hedgehog         | Jump Hang Kai   | Jump Hang Kai    | Double Warped Wall | Double Warped Wall | Tarzan Rope    | Lumberjack Climb   | Lumberjack Climb   | 105          |
| 31   | Rolling Hill    | Rolling Hill    | Log Grip         | Log Grip         | Music Box        | Jump Hang Kai   | Tackle           | Warped Wall        | Warped Wall        | Tarzan Rope    | Lumberjack Climb   | Lumberjack Climb   | 120          |
| 32   | Quad Steps      | +               | Rolling Hill     | TIE Fighter      | Music Box        | Double Pendulum | Tackle           | Warped Wall        | Warped Wall        | Tarzan Rope    | Lumberjack Climb   | Lumberjack Climb   | 115          |
| 33   | Quad Steps      | +               | Rolling Hill     | TIE Fighter      | Fish Bone        | Double Pendulum | Tackle           | Warped Wall        | Warped Wall        | Tarzan Rope    | Lumberjack Climb   | Lumberjack Climb   | 128          |
| 34   | Quad Steps      | +               | Rolling Hill     | TIE Fighter      | Fish Bone        | Double Pendulum | Tackle           | Warped Wall        | Warped Wall        | Tarzan Rope    | Lumberjack Climb   | Lumberjack Climb   | 123          |
| 35   | Quad Steps      | +               | Rolling Hill     | TIE Fighter      | TIE Fighter      | Fish Bone       | Dragon Glider    | Dragon Glider      | Dragon Glider      | Tackle         | Warped Wall        | Warped Wall        | 85           |
| 36   | Quad Steps      | +               | Rolling Hill     | Wing Slider      | Wing Slider      | Fish Bone       | Dragon Glider    | Dragon Glider      | Dragon Glider      | Tackle         | Warped Wall        | Warped Wall        | 85           |
| 37   | Quad Steps      | +               | Rolling Hill     | Wing Slider      | Wing Slider      | Fish Bone       | Dragon Glider    | Dragon Glider      | Dragon Glider      | Tackle         | Warped Wall        | Warped Wall        | 88           |
| 38   | Quad Steps      | +               | Rolling Hill     | Silk Slider      | Silk Slider      | Fish Bone       | Dragon Glider    | Dragon Glider      | Dragon Glider      | Tackle         | Warped Wall        | Warped Wall        | 90           |
| 39   | Quad Steps      | +               | Rolling Hill     | Silk Slider      | Silk Slider      | Fish Bone       | Dragon Glider    | Dragon Glider      | Dragon Glider      | Tackle         | Double Warped Wall | Double Warped Wall | 99.9         |
| 40   | Quad Steps      | +               | Rolling Hill     | Silk Slider      | Silk Slider      | Fish Bone       | Dragon Glider    | Dragon Glider      | Dragon Glider      | Tackle         | Double Warped Wall | Double Warped Wall | 99.9         |
| 41   | Quad Steps      | +               | Rolling Hill     | Silk Slider      | Silk Slider      | Fish Bone       | Twin Dia         | Dragon Glider      | Dragon Glider      | Tackle         | Warped Wall        | Warped Wall        | 110          |
| 42   | Quad Steps      | +               | Rolling Hill     | Screwdriver      | Screwdriver      | Fish Bone       | Twin Dia         | Dragon Glider      | Dragon Glider      | Tackle         | Warped Wall        | Warped Wall        | 110          |

### 2° stage
| Gara | Ostacoli             | Ostacoli             | Ostacoli             | Ostacoli    | Ostacoli             | Ostacoli           | Ostacoli      | Ostacoli         | Ostacoli      | Tempo limite |
| ---- | -------------------- | -------------------- | -------------------- | ----------- | -------------------- | ------------------ | ------------- | ---------------- | ------------- | ------------ |
| 1    | Spider Walk          | Spider Walk          | Spider Walk          | Spider Walk | Spider Walk          | Goren Hammer       | Conveyor Belt | Conveyor Belt    | Wall Lift     | 50           |
| 2    | Spider Walk          | Spider Walk          | Spider Walk          | Spider Walk | Spider Walk          | Goren Hammer       | Conveyor Belt | Conveyor Belt    | Wall Lift     | 50           |
| 3    | Spider Walk          | Spider Walk          | Spider Walk          | Spider Walk | Spider Walk          | Goren Hammer       | Conveyor Belt | Conveyor Belt    | Wall Lift     | 50           |
| 4    | Spider Walk          | Spider Walk          | Spider Walk          | Spider Walk | Spider Walk          | Goren Hammer       | Conveyor Belt | Conveyor Belt    | Wall Lift     | 50           |
| 5    | Tackle Machine       | Spider Walk          | Spider Walk          | Spider Walk | Spider Walk          | Goren Hammer       | Conveyor Belt | Conveyor Belt    | Wall Lift     | 50           |
| 6    | Narrow               | Spider Walk          | Spider Walk          | Spider Walk | Spider Walk          | Goren Hammer       | Conveyor Belt | Conveyor Belt    | Wall Lift     | 50           |
| 7    | Chain Reaction       | Brick Climb          | Brick Climb          | Spider Walk | Spider Walk          | Goren Hammer       | Conveyor Belt | Conveyor Belt    | Wall Lift     | 90           |
| 8    | Chain Reaction       | Brick Climb          | Brick Climb          | Spider Walk | Spider Walk          | Goren Hammer       | Conveyor Belt | Conveyor Belt    | Wall Lift     | 100          |
| 9    | Chain Reaction       | Brick Climb          | Brick Climb          | Spider Walk | Spider Walk          | Goren Hammer       | Conveyor Belt | Conveyor Belt    | Wall Lift     | 80           |
| 10   | Chain Reaction       | Brick Climb          | Brick Climb          | Spider Walk | Spider Walk          | Balance Tank       | Conveyor Belt | Conveyor Belt    | Wall Lift     | 85           |
| 11   | Chain Reaction       | Brick Climb          | Brick Climb          | Spider Walk | Spider Walk          | Balance Tank       | Conveyor Belt | Conveyor Belt    | Wall Lift     | 80           |
| 12   | Chain Reaction       | Brick Climb          | Brick Climb          | Spider Walk | Spider Walk          | Balance Tank       | Conveyor Belt | Conveyor Belt    | Wall Lift     | 70           |
| 13   | Chain Reaction       | Brick Climb          | Brick Climb          | Spider Walk | Spider Walk          | Balance Tank       | Conveyor Belt | Conveyor Belt    | Wall Lift     | 70           |
| 14   | Chain Reaction       | Brick Climb          | Brick Climb          | Spider Walk | Spider Walk          | Balance Tank       | Metal Spin    | Metal Spin       | Wall Lift     | 67           |
| 15   | Chain Reaction       | Brick Climb          | Brick Climb          | Spider Walk | Spider Walk          | Balance Tank       | Metal Spin    | Metal Spin       | Wall Lift     | 65           |
| 16   | Chain Reaction       | Brick Climb          | Brick Climb          | Spider Walk | Spider Walk          | Delta Bridge       | Metal Spin    | Metal Spin       | Wall Lift     | 66           |
| 17   | Chain Reaction       | Brick Climb          | Brick Climb          | Spider Walk | Spider Walk          | Balance Tank       | Metal Spin    | Metal Spin       | Wall Lift     | 65           |
| 18   | Downhill Jump        | Salmon Ladder        | Salmon Ladder        | +           | Stick Slider         | Net Bridge         | Metal Spin    | Metal Spin       | Shoulder Walk | 95           |
| 19   | Downhill Jump        | Salmon Ladder        | Salmon Ladder        | +           | Stick Slider         | Skywalk            | Metal Spin    | Metal Spin       | Wall Lift     | 80           |
| 20   | Downhill Jump        | Salmon Ladder        | Salmon Ladder        | +           | Stick Slider         | Swing Ladder       | Metal Spin    | Metal Spin       | Wall Lift     | 90           |
| 21   | Downhill Jump        | Salmon Ladder        | Salmon Ladder        | +           | Stick Slider         | Swing Ladder       | Metal Spin    | Metal Spin       | Wall Lift     | 80           |
| 22   | Downhill Jump        | Salmon Ladder        | Salmon Ladder        | +           | Stick Slider         | Swing Ladder       | Metal Spin    | Metal Spin       | Wall Lift     | 80           |
| 23   | Downhill Jump        | Salmon Ladder        | Salmon Ladder        | +           | Stick Slider         | Unstable Bridge    | Metal Spin    | Metal Spin       | Wall Lift     | 70           |
| 24   | Downhill Jump        | Salmon Ladder        | Salmon Ladder        | +           | Unstable Bridge      | Balance Tank       | Metal Spin    | Metal Spin       | Wall Lift     | 85           |
| 25   | Slider Drop          | Double Salmon Ladder | Double Salmon Ladder | +           | Unstable Bridge      | Balance Tank       | Metal Spin    | Metal Spin       | Wall Lift     | 95           |
| 26   | Slider Drop          | Double Salmon Ladder | Double Salmon Ladder | +           | Unstable Bridge      | Balance Tank       | Metal Spin    | Metal Spin       | Wall Lift     | 95           |
| 27   | Slider Drop          | Double Salmon Ladder | Double Salmon Ladder | +           | Unstable Bridge      | Balance Tank       | Metal Spin    | Metal Spin       | Wall Lift     | 90           |
| 28   | Cross Slider         | Swap Salmon Ladder   | Swap Salmon Ladder   | +           | Unstable Bridge      | Spider Walk        | Backstream    | Backstream       | Passing Wall  | 135          |
| 29   | Cross Slider         | Swap Salmon Ladder   | Swap Salmon Ladder   | +           | Unstable Bridge      | Spider Walk        | Backstream    | Backstream       | Passing Wall  | 90           |
| 30   | Cross Slider         | Swap Salmon Ladder   | Swap Salmon Ladder   | +           | Unstable Bridge      | Spider Walk & Drop | Backstream    | Backstream       | Wall Lift     | 110          |
| 31   | Cross Slider         | Salmon Ladder Nobori | Salmon Ladder Nobori | +           | Salmon Ladder Kudari | Spider Walk & Drop | Backstream    | Backstream       | Wall Lift     | 100          |
| 32   | Cross Slider         | Salmon Ladder Nobori | Salmon Ladder Nobori | +           | Salmon Ladder Kudari | Spider Walk & Drop | Backstream    | Reverse Conveyor | Wall Lift     | 115          |
| 33   | Ring Slider          | Salmon Ladder Nobori | Salmon Ladder Nobori | +           | Salmon Ladder Kudari | Spider Walk & Drop | Backstream    | Reverse Conveyor | Wall Lift     | 110          |
| 34   | Ring Slider          | Salmon Ladder Nobori | Salmon Ladder Nobori | +           | Salmon Ladder Kudari | Spider Walk & Drop | Backstream    | Reverse Conveyor | Wall Lift     | 110          |
| 35   | Ring Slider          | Salmon Ladder Nobori | Salmon Ladder Nobori | +           | Salmon Ladder Kudari | Spider Walk & Drop | Backstream    | Reverse Conveyor | Wall Lift     | 110          |
| 36   | Ring Slider          | Salmon Ladder Nobori | Salmon Ladder Nobori | +           | Salmon Ladder Kudari | Spider Walk & Drop | Backstream    | Reverse Conveyor | Wall Lift     | 110          |
| 37   | Salmon Ladder Nobori | Salmon Ladder Nobori | Salmon Ladder Nobori | +           | Salmon Ladder Kudari | Spider Walk & Drop | Backstream    | Reverse Conveyor | Wall Lift     | 100          |
| 38   | Rolling Log          | Salmon Ladder Nobori | Salmon Ladder Nobori | +           | Salmon Ladder Kudari | Spider Walk & Drop | Backstream    | Reverse Conveyor | Wall Lift     | 105          |
| 39   | Rolling Log          | Salmon Ladder Nobori | Salmon Ladder Nobori | +           | Salmon Ladder Kudari | Spider Walk & Drop | Backstream    | Reverse Conveyor | Wall Lift     | 105          |
| 40   | Rolling Log          | Salmon Ladder Nobori | Salmon Ladder Nobori | +           | Salmon Ladder Kudari | Spider Run & Drop  | Backstream    | Reverse Conveyor | Wall Lift     | 100          |
| 41   | Rolling Log          | Salmon Ladder Nobori | Salmon Ladder Nobori | +           | Salmon Ladder Kudari | Spider Run & Drop  | Backstream    | Reverse Conveyor | Wall Lift     | 100          |
| 42   | Rolling Log          | Salmon Ladder Nobori | Salmon Ladder Nobori | +           | Salmon Ladder Kudari | Spider Run & Drop  | Backstream    | Reverse Conveyor | Wall Lift     | 95           |

### 3° stage
| Edizione | Ostacoli          | Ostacoli               | Ostacoli               | Ostacoli             | Ostacoli             | Ostacoli                | Ostacoli                | Ostacoli                | Ostacoli             | Ostacoli          | Ostacoli          | Ostacoli          | Ostacoli          |                   |
| -------- | ----------------- | ---------------------- | ---------------------- | -------------------- | -------------------- | ----------------------- | ----------------------- | ----------------------- | -------------------- | ----------------- | ----------------- | ----------------- | ----------------- | ----------------- |
| 1        | Pole Bridge       | Propeller Bars         | Propeller Bars         | Propeller Bars       | Propeller Bars       | Propeller Bars          | Eye of the Needle       | Eye of the Needle       | Eye of the Needle    | Eye of the Needle | Eye of the Needle | Eye of the Needle | Eye of the Needle | Eye of the Needle |
| 2        | Pole Bridge       | Propeller Bars         | Propeller Bars         | Hang Move            | Hang Move            | Hang Move               | Pipe Slider             | Pipe Slider             | Pipe Slider          | Pipe Slider       | Pipe Slider       | Pipe Slider       | Pipe Slider       |                   |
| 3        | Pole Jump         | Propeller Bars         | Propeller Bars         | Hang Move            | Hang Move            | Hang Move               | Pipe Slider             | Pipe Slider             | Pipe Slider          | Pipe Slider       | Pipe Slider       | Pipe Slider       | Pipe Slider       |                   |
| 4        | Pole Jump         | Propeller Bars         | Propeller Bars         | Arm Bike             | Arm Bike             | Cliffhanger             | Pipe Slider             | Pipe Slider             | Pipe Slider          | Pipe Slider       | Pipe Slider       | Pipe Slider       | Pipe Slider       |                   |
| 5        | Propeller Bars    | Body Prop              | Body Prop              | Arm Bike             | Arm Bike             | Cliffhanger Dansa       | Pipe Slider             | Pipe Slider             | Pipe Slider          | Pipe Slider       | Pipe Slider       | Pipe Slider       | Pipe Slider       |                   |
| 6        | Propeller Bars    | Body Prop              | Body Prop              | Arm Bike             | Arm Bike             | Cliffhanger Dansa       | Pipe Slider             | Pipe Slider             | Pipe Slider          | Pipe Slider       | Pipe Slider       | Pipe Slider       | Pipe Slider       |                   |
| 7        | Propeller Bars    | Body Prop              | Body Prop              | Arm Bike             | Arm Bike             | Cliffhanger Dansa       | Pipe Slider             | Pipe Slider             | Pipe Slider          | Pipe Slider       | Pipe Slider       | Pipe Slider       | Pipe Slider       |                   |
| 8        | Propeller Bars    | Body Prop              | Body Prop              | Arm Bike             | Arm Bike             | Cliffhanger Dansa       | Pipe Slider             | Pipe Slider             | Pipe Slider          | Pipe Slider       | Pipe Slider       | Pipe Slider       | Pipe Slider       |                   |
| 9        | Rumbling Dice     | Body Prop              | Body Prop              | Globe Grasp          | Globe Grasp          | Cliffhanger Kai         | Pipe Slider             | Pipe Slider             | Pipe Slider          | Pipe Slider       | Pipe Slider       | Pipe Slider       | Pipe Slider       |                   |
| 10       | Rumbling Dice     | Body Prop              | Body Prop              | Globe Grasp          | Globe Grasp          | Cliffhanger Kai         | Pipe Slider             | Pipe Slider             | Pipe Slider          | Pipe Slider       | Pipe Slider       | Pipe Slider       | Pipe Slider       |                   |
| 11       | Rumbling Dice     | Body Prop              | Body Prop              | Globe Grasp          | Globe Grasp          | Cliffhanger Kai         | Pipe Slider             | Pipe Slider             | Pipe Slider          | Pipe Slider       | Pipe Slider       | Pipe Slider       | Pipe Slider       |                   |
| 12       | Rumbling Dice     | Body Prop              | Body Prop              | Globe Grasp          | Globe Grasp          | Cliffhanger Kai         | Pipe Slider             | Pipe Slider             | Pipe Slider          | Pipe Slider       | Pipe Slider       | Pipe Slider       | Pipe Slider       |                   |
| 13       | Rumbling Dice     | Body Prop              | Body Prop              | Curtain Cling        | Curtain Cling        | Cliffhanger Kai         | Pipe Slider             | Pipe Slider             | Pipe Slider          | Pipe Slider       | Pipe Slider       | Pipe Slider       | Pipe Slider       |                   |
| 14       | Rumbling Dice     | Body Prop              | Body Prop              | Curtain Cling        | Curtain Cling        | Cliffhanger Kai         | Jumping Bars            | +                       | Climbing Bars        | Devil's Swing     | Devil's Swing     | +                 | Pipe Slider       |                   |
| 15       | Rumbling Dice     | Body Prop              | Body Prop              | Curtain Cling        | Curtain Cling        | Cliffhanger Kai         | Jumping Bars            | +                       | Climbing Bars        | Devil's Swing     | Devil's Swing     | +                 | Pipe Slider       |                   |
| 16       | Arm Rings         | Body Prop              | Body Prop              | Curtain Cling        | Curtain Cling        | Cliffhanger Kai         | Jumping Bars            | +                       | Climbing Bars        | Devil's Swing     | Devil's Swing     | +                 | Pipe Slider       |                   |
| 17       | Arm Rings         | Body Prop              | Body Prop              | Curtain Cling        | Curtain Cling        | Cliffhanger Kai         | Jumping Bars            | +                       | Climbing Bars        | Devil's Swing     | Devil's Swing     | +                 | Pipe Slider       |                   |
| 18       | Arm Rings         | +                      | Arm Bike               | Curtain Swing        | Curtain Swing        | Shin-Cliffhanger        | Jumping Bars            | +                       | Climbing Bars +      | +                 | Spider Flip       | Gliding Ring      | Gliding Ring      |                   |
| 19       | Arm Rings         | Descending Globe Grasp | Descending Globe Grasp | Devil Steps          | Devil Steps          | Shin-Cliffhanger        | Jumping Bars            | +                       | Sending Climber      | +                 | Spider Flip       | Gliding Ring      | Gliding Ring      |                   |
| 20       | Arm Rings         | Descending Globe Grasp | Descending Globe Grasp | Devil Steps          | Devil Steps          | Shin-Cliffhanger        | Jumping Bars            | +                       | Sending Climber      | +                 | Spider Flip       | Gliding Ring      | Gliding Ring      |                   |
| 21       | Arm Rings         | Descending Globe Grasp | Descending Globe Grasp | Devil Steps          | Devil Steps          | Shin-Cliffhanger        | Jumping Bars            | +                       | Hang Climbing        | +                 | Spider Flip       | Gliding Ring      | Gliding Ring      |                   |
| 22       | Arm Rings         | Descending Globe Grasp | Descending Globe Grasp | Devil Steps          | Devil Steps          | Shin-Cliffhanger        | Jumping Bars            | +                       | Hang Climbing        | +                 | Spider Flip       | Gliding Ring      | Gliding Ring      |                   |
| 23       | Arm Rings         | Descending Globe Grasp | Descending Globe Grasp | Devil Steps          | Devil Steps          | Shin-Cliffhanger        | Jumping Bars            | +                       | Hang Climbing        | +                 | Spider Flip       | Gliding Ring      | Gliding Ring      |                   |
| 24       | Arm Rings         | Rope Junction          | Rope Junction          | Devil Steps          | Devil Steps          | Shin-Cliffhanger        | Jumping Bars            | +                       | Hang Climbing        | +                 | Spider Flip       | Gliding Ring      | Gliding Ring      |                   |
| 25       | Roulette Cylinder | +                      | Doorknob Grasper       | Floating Boards      | Floating Boards      | Ultimate Cliffhanger    | Swing Circle            | Swing Circle            | Swing Circle         | +                 | Bungee Rope Climb | Flying Bar        | Flying Bar        |                   |
| 26       | Roulette Cylinder | +                      | Doorknob Grasper       | Cycling Road         | Cycling Road         | Ultimate Cliffhanger    | Swing Circle            | Swing Circle            | Swing Circle         | +                 | Bungee Rope Climb | Flying Bar        | Flying Bar        |                   |
| 27       | Arm Bike          | Flying Bar             | Flying Bar             | Ultimate Cliffhanger | Ultimate Cliffhanger | Ultimate Cliffhanger    | Jumping Ring            | +                       | Chain See-Saw        | +                 | Bungee Rope Climb | Bar Glider        | Bar Glider        |                   |
| 28       | Rumbling Dice     | Iron Paddler           | Iron Paddler           | Crazy Cliffhanger    | Crazy Cliffhanger    | Crazy Cliffhanger       | Curtain Cling           | Vertical Limit          | Vertical Limit       | Pipe Slider       | Pipe Slider       | Pipe Slider       | Pipe Slider       |                   |
| 29       | Rumbling Dice     | Iron Paddler           | Iron Paddler           | Crazy Cliffhanger    | Crazy Cliffhanger    | Crazy Cliffhanger       | Curtain Cling           | Vertical Limit          | Vertical Limit       | Pipe Slider       | Pipe Slider       | Pipe Slider       | Pipe Slider       |                   |
| 30       | Rumbling Dice     | Iron Paddler           | Iron Paddler           | Drum Hopper          | Drum Hopper          | Crazy Cliffhanger       | Crazy Cliffhanger       | Vertical Limit          | Vertical Limit       | Pipe Slider       | Pipe Slider       | Pipe Slider       | Pipe Slider       |                   |
| 31       | Drum Hopper       | Iron Paddler           | Iron Paddler           | Sidewinder R         | Sidewinder R         | Crazy Cliffhanger       | Crazy Cliffhanger       | Vertical Limit Kai      | Vertical Limit Kai   | Pipe Slider       | Pipe Slider       | Pipe Slider       | Pipe Slider       |                   |
| 32       | Drum Hopper Kai   | Flying Bar             | Flying Bar             | Sidewinder R Kai     | Sidewinder R Kai     | Ultra Crazy Cliffhanger | Ultra Crazy Cliffhanger | +                       | Vertical Limit Kai   | Pipe Slider       | Pipe Slider       | Pipe Slider       | Pipe Slider       |                   |
| 33       | Drum Hopper Kai   | Flying Bar             | Flying Bar             | +                    | Sidewinder Kai       | Ultra Crazy Cliffhanger | Ultra Crazy Cliffhanger | +                       | Vertical Limit Kai   | +                 | Pipe Slider       | Pipe Slider       | Pipe Slider       |                   |
| 34       | Drum Hopper Kai   | Flying Bar             | Flying Bar             | +                    | Sidewinder Kai       | Ultra Crazy Cliffhanger | Ultra Crazy Cliffhanger | +                       | Vertical Limit Kai   | Pipe Slider       | Pipe Slider       | Pipe Slider       | Pipe Slider       |                   |
| 35       | Flying Bar        | +                      | Sidewinder             | Planet Bridge        | Planet Bridge        | Ultra Crazy Cliffhanger | Ultra Crazy Cliffhanger | Ultra Crazy Cliffhanger | Vertical Limit       | Pipe Slider       | Pipe Slider       | Pipe Slider       | Pipe Slider       |                   |
| 36       | Flying Bar        | +                      | Sidewinder             | Planet Bridge        | Planet Bridge        | Ultra Crazy Cliffhanger | Ultra Crazy Cliffhanger | Ultra Crazy Cliffhanger | Vertical Limit       | Pipe Slider       | Pipe Slider       | Pipe Slider       | Pipe Slider       |                   |
| 37       | Flying Bar        | +                      | Sidewinder             | Planet Bridge        | Planet Bridge        | Cliffhanger Dimension   | Cliffhanger Dimension   | Cliffhanger Dimension   | Vertical Limit       | Pipe Slider       | Pipe Slider       | Pipe Slider       | Pipe Slider       |                   |
| 38       | Flying Bar        | +                      | Sidewinder             | Planet Bridge        | Planet Bridge        | Cliffhanger Dimension   | Cliffhanger Dimension   | Cliffhanger Dimension   | Vertical Limit       | Pipe Slider       | Pipe Slider       | Pipe Slider       | Pipe Slider       |                   |
| 39       | Flying Bar        | +                      | Sidewinder             | Swing Edge           | Swing Edge           | Cliffhanger Dimension   | Cliffhanger Dimension   | Cliffhanger Dimension   | Vertical Limit       | Pipe Slider       | Pipe Slider       | Pipe Slider       | Pipe Slider       |                   |
| 40       | Flying Bar        | +                      | Sidewinder             | Swing Edge           | Swing Edge           | Cliff Dimension         | Cliff Dimension         | Cliff Dimension         | Vertical Limit       | Pipe Slider       | Pipe Slider       | Pipe Slider       | Pipe Slider       |                   |
| 41       | Flying Bar        | +                      | Sidewinder             | Swing Edge           | Swing Edge           | Cliff Dimension         | Cliff Dimension         | Cliff Dimension         | Vertical Limit BURST | Pipe Slider       | Pipe Slider       | Pipe Slider       | Pipe Slider       |                   |
| 42       | Flying Bar        | +                      | Sidewinder             | Swing Edge           | Swing Edge           | Cliff Dimension         | Cliff Dimension         | Cliff Dimension         | Vertical Limit BURST | Pipe Slider       | Pipe Slider       | Pipe Slider       | Pipe Slider       |                   |

### 4° stage (finale)
| Gara    | Ostacoli 4° stage     | Ostacoli 4° stage           | Ostacoli 4° stage | Altezza della torre | Tempo limite |
| ------- | --------------------- | --------------------------- | ----------------- | ------------------- | ------------ |
| 1-4     | Rope Climb [15m]      | Rope Climb [15m]            | Rope Climb [15m]  | 15 metri            | 30           |
| 5-17    | Spider Climb [12,5 m] | Rope Climb [10 m]           | Rope Climb [10 m] | 22,5 metri          | 30           |
| 18-22   | Heavenly Ladder [13m] | G-Rope [10m]                | G-Rope [10m]      | 23 metri            | 45           |
| 23-24   | Heavenly Ladder [13m] | G-Rope [10m]                | G-Rope [10m]      | 23 metri            | 40           |
| 25-27   | Rope Climb [20m]      | Rope Climb [20m]            | Rope Climb [20m]  | 20 metri            | 40           |
| 28      | Rope Climb [23m]      | Rope Climb [23m]            | Rope Climb [23m]  | 23 metri            | ?            |
| 29-31   | Spider Climb [12m]    | Rope Climb [12m]            | Rope Climb [12m]  | 24 metri            | 30           |
| 32-38   | Spider Climb [8m]     | Salmon Ladder Jugo Dan [7m] | Rope Climb [10m]  | 25 metri            | 45           |
| 39–oggi | Speed Climbing [8,5m] | Salmon Ladder Jugo Dan [7m] | Rope Climb [10m]  | 25,5 metri          | 45           |

## Risultati
Viene mostrata tra parentesi la data in cui è stato trasmesso lo streaming della corsa, che si è realizzata qualche mese prima.

### Gara 1 (27 settembre 1997)
| Stage | Partecipante | Ostacolo |
| ----- | --- | --- |
| 4     | - 97 Akira Omori - 49 Takayuki Kawashima - 96 Ken Hasegawa - 72 Takashi Yo | - Rope Climb (11 metri) † - Rope Climb (10 metri) - Rope Climb (8 metri) - Rope Climb (8 metri) |
| 3     | - 89 Kane Kosugi - 18 Yoshihito Yamamoto | - Pole Bridge - Pole Bridge |
| 2     | - 78 Kazuhiro Sugimoto - 54 Hidekazu Miyagi - 94 Yukio Iketani - 92 Katsumi Yamada - 90 Hisaya Sato - 59 Toyohisa Iijima - 40 Eiichi Miura - 22 Takashi Sakamoto - 7 Shingo Yamamoto - 88 Kiyomi Inoue - 31 Yusuke Ota - 25 Kazuo Wakae - 2 Shinichi Yano - 76 Naoto Amano - 64 Tomohiro Tada - 47 Motoharu Araki - 43 Shuichiro Koyama | - Wall Lift - Wall Lift - Goren Hammer - Goren Hammer - Goren Hammer - Goren Hammer - Goren Hammer - Goren Hammer - Goren Hammer - Spider Walk - Spider Walk - Spider Walk - Spider Walk - N/A - N/A - N/A - N/A |
| 1     | 77 concorrenti | |

Prima e unica gara tenutasi indoor al Tokyo Bay NK Hall.
† Negli ostacoli Rope Climb e G-Rope tra parentesi sono segnati i metri raggiunti dal concorrente allo scadere del tempo.

### Gara 2 (26 settembre 1998)
| Stage | Partecipante | Ostacolo |
| ----- | --- | --- |
| 4     | - 97 Hikaru Tanaka - 99 Akira Omori | - Rope Climb (12,5 metri) - Rope Climb (8 metri) |
| 3     | - 95 Shigeyuki Nakamura - 83 Hiroaki Yoshizaki - 70 Masakazu Ebihara - 65 Ken Hasegawa - 42 Tatsuya Yamamoto - 30 Eiichi Miura - 20 Shingo Yamamoto | - Pipe Slider - Pipe Slider - Pipe Slider † - Pipe Slider - Pipe Slider - Pipe Slider - Pipe Slider |
| 2     | - 100 Kazuhiko Akiyama - 93 Nozuma Tomashima - 88 Shane Kosugi - 39 Yoshihide Tanigawa - 2 Takuyu Ueda - 76 Takashi Yo - 64 Gosuke Yokoyama - 43 Yoshihito Yamamoto - 91 Katsumi Yamada - 84 Hiroyuki Sato - 57 Kazufumi Kimura - 56 Yuji Okumura - 41 Chie Tanabe - 19 Hiroyuki Amano - 18 Naoto Amano - 11 Takashi Sakamoto - 3 Yuji Suzuki - 66 Toshitaka Ishihara - 59 Koichi Tamura - 48 Andourea Komatsubara - 35 Toru Takahashi - 32 Seigo Shibada - 23 Yoshiharu Ito - 9 Hideki Naruo - 5 Keiji Udagawa | - Wall Lift - Wall Lift - Wall Lift - Wall Lift - Wall Lift - Goren Hammer - Goren Hammer - Goren Hammer - Spider Walk - Spider Walk - Spider Walk - Spider Walk - Spider Walk - Spider Walk - Spider Walk - Spider Walk - Spider Walk - N/A - N/A - N/A - N/A - N/A - N/A - N/A - N/A |
| 1     | 66 concorrenti | |

† Ebihara spinse un lato della barra (pipe) più forte dell'altro, facendo cadere la barra dal binario.

### Gara 3 (13 marzo 1999)
| Stage | Partecipante | Ostacolo |
| ----- | --- | --- |
| 4     | - 89 Katsumi Yamada - 13 Shingo Yamamoto - 100 Akira Omori - 54 Tatsuya Yamamoto - 49 Minoru Matsumoto                                           | - Rope Climb (14,8 metri) - Rope Climb (12,5 metri) - Rope Climb (8 metri) - Rope Climb (8 metri) - Rope Climb (8 metri) |
| 3     | - 10 Ken Hasegawa | - Pipe Slider |
| 2     | - 99 Kazuhiko Akiyama - 69 Junpei Morita - 34 Hiroyuki Asaoka - 98 Yasutoshi Kujirai - 81 Tadao Ito - 72 Haruhisa Miyazawa - 17 Masaaki Tatayama | - Wall Lift - Wall Lift - Goren Hammer - Spider Walk - Spider Walk - Spider Walk - Spider Walk                           |
| 1     | 87 concorrenti | |

### Gara 4 (16 ottobre 1999)
| Stage | Partecipante | Ostacolo |
| ----- | --- | --- |
| 4     | - 86 Kazuhiko Akiyama | - Vittoria (6,00 secondi rimasti) |
| 3     | - 94 Travis Schroeder - 81 Naoki Iketani - 40 Eiichi Miura - 3 Hiroyuki Asaoka - 100 Katsumi Yamada - 97 Kane Kosugi - 95 Hiroaki Yoshizaki - 71 Takuyu Ueda - 43 Takayuki Kawashima - 64 Shusuke Sato | - Pipe Slider † - Pipe Slider - Pipe Slider - Pipe Slider - Cliffhanger - Cliffhanger - Cliffhanger - Cliffhanger - Cliffhanger - Pole Jump |
| 2     | - 54 Ryugo Suzuka - 1 Ichiro Atarashii - 82 Tadao Ito - 55 Shigeki Kobayashi - 20 Kenichi Yoshida - 93 Masahi Saeki - 91 Tadanori Fukayama - 79 Katsushige Fukushima - 78 Takuji Araki - 77 Norihito Eda - 76 Hiroyuki Nagahama - 70 Masato Kondo - 56 Takashi Yamauchi - 53 Takashi Hashidate - 52 Shinji Matsushima - 47 Ken Nakata - 87 Taka Sato - 75 Susumu Shigeno - 73 Koichi Kanzaki - 65 Junpei Morita - 48 Kenichi Ishijima - 45 Masao Nishihama - 35 Haruo Takimoto - 28 Shinichi Aizawa - 22 Kazutaka Miyazawa - 14 Hiroaki Takemoto | - Wall Lift - Conveyor Belt - Goren Hammer - Goren Hammer - Goren Hammer - Spider Walk - Spider Walk - Spider Walk - Spider Walk - Spider Walk - Spider Walk - Spider Walk - Spider Walk - Spider Walk - Spider Walk - Spider Walk - N/A - N/A - N/A - N/A - N/A - N/A - N/A - N/A - N/A - N/A |
| 1     | - 98 Shingo Yamamoto 62 concorrenti | - Balance Bridge |

† Schroeder spinse un lato della barra (pipe) più forte dell'altro, facendola cadere dal binario.

### Gara 5 (18 marzo 2000)
| Stage | Partecipante                               | Ostacolo                    |
| ----- | ------------------------------------------ | --------------------------- |
| 3     | - 98 Shingo Yamamoto                       | - Pipe Slider               |
| 2     | - 100 Katsumi Yamada - 74 Toshihiro Takeda | - Spider Walk - Spider Walk |
| 1     | 97 concorrenti                             |                             |

### Gara 6 (9 settembre 2000)
| Stage | Partecipante                                                                                        | Ostacolo                                                                |
| ----- | --------------------------------------------------------------------------------------------------- | ----------------------------------------------------------------------- |
| 3     | - 99 Katsumi Yamada - 83 Yoshiaki Hatakeda - 98 Kane Kosugi - 97 Shane Kosugi - 93 Toshihiro Takeda | - Pipe Slider † - Cliffhanger Dansa - Body Prop - Body Prop - Body Prop |
| 1     | - 100 Kazuhiko Akiyama - 96 Shingo Yamamoto 93 concorrenti                                          | - Jump Hang - Rolling Log                                               |

† Yamada riuscì a superare il Pipe Slider, ma dopo il salto finale atterrò male sul materasso, cadendo di lato.

### Gara 7 (17 marzo 2001)
| Stage | Partecipante                                                                                       | Ostacolo                                                             |
| ----- | -------------------------------------------------------------------------------------------------- | -------------------------------------------------------------------- |
| 4     | - 97 Shingo Yamamoto                                                                               | - Spider Climb (infortunio) †                                        |
| 3     | - 46 Kenji Takahashi - 40 Hironori Kuboki - 81 Shane Kosugi - 95 James Okada                       | - Cliffhanger Dansa - Cliffhanger Dansa - Body Prop - Propeller Bars |
| 2     | - 98 Kane Kosugi - 88 Katsumi Yoshinaga - 54 Kozo Akimoto                                          | - Spider Walk - Chain Reaction - Chain Reaction                      |
| 1     | - 100 Katsumi Yamada - 96 Toshihiro Takeda - 87 Makoto Nagano - 99 Kazuhiko Akiyama 89 concorrenti | - Rope Climb - Rope Climb - Warped Wall - Jump Hang                  |

† Yamamoto si arrampicò 3 metri ma poi scivolò e cadendo sul materasso si lussò una spalla.

### Gara 8 (29 settembre 2001)
| Stage | Partecipante                                                                                      | Ostacolo                                             |
| ----- | ------------------------------------------------------------------------------------------------- | ---------------------------------------------------- |
| 4     | - 91 Kane Kosugi - 59 Jordan Jovčev                                                               | - Rope Climb (18 metri) - Spider Climb †             |
| 3     | - 71 Toshihiro Takeda - 81 Shoei                                                                  | - Pipe Slider - Body Prop                            |
| 2     | - 46 Daisuke Nakata - 62 Ryuichi Sagawa                                                           | - Wall Lift - Chain Reaction ††                      |
| 1     | - 98 Shingo Yamamoto - 100 Katsumi Yamada - 41 Makoto Nagano - 99 Kazuhiko Akiyama 90 concorrenti | - Rope Climb - Warped Wall - Warped Wall - Jump Hang |

† Jovtchev cadde allo Spider Climb dopo che i muri si abbassarono al limite dei 15 secondi.
†† Sagawa atterrò sul materasso dopo il Chain Reaction, ma il suo piede toccò l'acqua e come da regolamento venne immediatamente squalificato.

### Gara 9 (16 marzo 2002)
| Stage | Partecipante                                                                      | Ostacolo                                                  |
| ----- | --------------------------------------------------------------------------------- | --------------------------------------------------------- |
| 3     | - 61 Makoto Nagano - 97 Toshihiro Takeda - 71 Daisuke Nakata - 98 Shingo Yamamoto | - Pipe Slider - Globe Grasp - Globe Grasp - Rumbling Dice |
| 2     | - 99 Katsumi Yamada - 81 Naoki Iketani - 41 Kinnikun Nakayama                     | - Wall Lift - Wall Lift † - Spider Walk                   |
| 1     | - 79 Bunpei Shiratori - 100 Kazuhiko Akiyama 91 concorrenti                       | - Warped Wall - Quintuple Steps                           |

† Dopo che Iketani superò il Conveyor Belt il tempo era ormai scaduto e non potevà più affrontare il Wall Lift.

### Gara 10 (25 settembre 2002)
| Stage | Partecipante                                                                                           | Ostacolo                                                  |
| ----- | --- | --------------------------------------------------------- |
| 3     | - 1000 Katsumi Yamada - 961 Naoki Iketani - 940 Daisuke Nakata - 954 Hiroyuki Asaoka                   | - Pipe Slider - Cliffhanger Kai - Globe Grasp - Body Prop |
| 2     | - 978 Kenichi Arai                                                                                     | - Spider Walk                                             |
| 1     | - 998 Shingo Yamamoto - 981 Kazuhiko Akiyama - 999 Makoto Nagano - 997 Toshihiro Takeda 91 concorrenti | - Rope Climb - Warped Wall - Jump Hang - Jump Hang        |

### Gara 11 (21 marzo 2003)
| Stage | Partecipante | Ostacolo                                                                                |
| ----- | --- | --------------------------------------------------------------------------------------- |
| 4     | - 96 Makoto Nagano | - Rope Climb (21 metri)                                                                 |
| 3     | - 74 Shinji Kobayashi - 98 Shingo Yamamoto - 61 Naoki Iketani - 95 Daisuke Nakata - 99 Kazuhiko Akiyama - 97 Toshihiro Takeda | - Pipe Slider - Cliffhanger Kai - Cliffhanger Kai - Globe Grasp - Body Prop - Body Prop |
| 2     | - 66 Bunpei Shiratori - 41 Kinnikun Nakayama - 100 Katsumi Yamada - 58 Hiroyuki Asaoka                                        | - Wall Lift - Wall Lift † - Balance Tank - Chain Reaction                               |
| 1     | 89 concorrenti |                                                                                         |

† Nakayama passò il Wall Lift, ma premette il bottone rosso una frazione di secondo dopo che il tempo era scaduto.

### Gara 12 (1 ottobre 2003)
| Stage | Partecipante | Ostacolo |
| ----- | --- | --- |
| 4     | - 100 Makoto Nagano - 77 Bunpei Shiratori - 72 Hiroyuki Asaoka                                                                                | - Rope Climb (0,11 secondi di ritardo) - Rope Climb (21 metri) - Rope Climb (20 metri)                          |
| 3     | - 97 Kazuhiko Akiyama - 95 Toshihiro Takeda - 99 Jordan Jovtchev - 96 Shingo Yamamoto - 70 Manabu Sato - 1 Koji Yamada - 92 Masaaki Kobayashi | - Pipe Slider - Pipe Slider - Cliffhanger Kai - Cliffhanger Kai - Cliffhanger Kai - Cliffhanger Kai - Body Prop |
| 2     | - 98 Katsumi Yamada | - Spider Walk †                                                                                                 |
| 1     | 89 concorrenti | |

† Yamada superò il 2° stage con 3,55 secondi rimasti, ma non essendosi tolto i guanti prima dello Spider Walk come da regolamento venne squalificato.

### Gara 13 (6 aprile 2004)
| Stage | Partecipante                                                                                            | Ostacolo                                                                 |
| ----- | --- | ------------------------------------------------------------------------ |
| 4     | - 100 Makoto Nagano                                                                                     | - Rope Climb (22,4 metri)                                                |
| 3     | - 99 Bunpei Shiratori - 98 Toshihiro Takeda - 97 Masaaki Kobayashi - 90 Naoki Iketani                   | - Pipe Slider - Cliffhanger Kai (infortunio) - Curtain Cling - Body Prop |
| 2     | - 87 Kosuke Yamaguchi - 76 Shingo Yamamoto - 71 Daisuke Nakata - 38 Shigenori Ueki - 75 Hideaki Shimizu | - Wall Lift - Wall Lift - Wall Lift - Conveyor Belt - Balance Tank       |
| 1     | - 91 Kazuhiko Akiyama 89 concorrenti                                                                    | - Crooked Wall                                                           |

### Gara 14 (4 gennaio 2005)
| Stage | Partecipante | Ostacolo |
| ----- | --- | --- |
| 3     | - 68 Shinji Kobayashi - 100 Makoto Nagano - 97 Toshihiro Takeda - 91 Jordan Jovtchev - 80 Hiroyuki Asaoka - 98 Shingo Yamamoto - 87 Masaaki Kobayashi - 81 Naoki Iketani - 76 Terakazu Ishikawa - 88 Kosuke Yamaguchi | - Devil's Swing † - Jumping Bars - Cliffhanger Kai - Cliffhanger Kai - Cliffhanger Kai - Curtain Cling - Body Prop - Body Prop - Body Prop - Rumbling Dice |
| 2     | - 83 Paul Hamm - 67 Shunsuke Nagasaki - 96 Bunpei Shiratori - 89 Motoshi Kitaya | - Wall Lift †† - Wall Lift - Balance Tank - Chain Reaction                                                                                                 |
| 1     | - 71 Kazuhiko Akiyama - 99 Katsumi Yamada 84 concorrenti | - Warped Wall - Jump Hang |

† Alla fine del Devil's Swing Kobayashi tentò di afferrare la barra del Pipe Slider, ma la mancò toccandola appena, così che la barra si spostò troppo distante da lui. E seppure tentò di prenderla dondolandosi, non ce la fece e cadde in acqua.
†† Hamm riuscì a superare il Wall Lift con pochissimo tempo rimanente, ma si dimenticò di premere il bottone rosso, e quando se ne fu ricordato il tempo era ormai scaduto.

### Gara 15 (20 luglio 2005)
| Stage | Partecipante | Ostacolo                                                                                     |
| ----- | --- | -------------------------------------------------------------------------------------------- |
| 3     | - 96 Toshihiro Takeda - 94 Bunpei Shiratori † - 70 Koji Yamada - 65 Shunsuke Nagasaki - 93 Morgan Hamm - 95 Shingo Yamamoto | - Devil's Swing - Climbing Bars - Jumping Bars - Cliffhanger Kai - Curtain Cling - Body Prop |
| 2     | - 100 Makoto Nagano | - Metal Spin                                                                                 |
| 1     | - 81 Kazuhiko Akiyama - 99 Katsumi Yamada 91 concorrenti                                                                    | - Warped Wall - Bridge of Blades                                                             |

† Bunpei Shiratori fu l'ultimo a tentare di superare lo stage a causa di sfinimento da calore.

### Gara 16 (30 dicembre 2005)
| Stage | Partecipante | Ostacolo |
| ----- | --- | --- |
| 3     | - 96 Bunpei Shiratori - 91 Koji Yamada - 100 Makoto Nagano - 98 Toshihiro Takeda - 95 Jordan Jovtchev - 89 Shunsuke Nagasaki - 66 Kenji Takahashi - 90 Naoki Iketani   | - Pipe Slider - Pipe Slider - Devil's Swing † - Cliffhanger Kai - Cliffhanger Kai - Cliffhanger Kai - Cliffhanger Kai - Body Prop |
| 2     | - 94 Paul Hamm - 93 Masaaki Kobayashi - 92 Shinji Kobayashi - 73 Masashi Kameyama - 71 Kazuhiko Akiyama - 51 Tomoyuki Saito - 39 Hidenori Nagasawa - 86 Yuta Izumiyama | - Metal Spin - Metal Spin - Metal Spin - Metal Spin - Metal Spin - Metal Spin - Metal Spin - Delta Bridge                         |
| 1     | - 99 Katsumi Yamada - 97 Shingo Yamamoto 82 concorrenti | - Rope Climb - Jump Hang |

† Come già successe a Kobayashi nell'edizione 14, alla fine del Devil's Swing Nagano tentò di afferrare la barra del Pipe Slider, ma la mancò toccandola appena, così che la barra si spostò troppo distante da lui. E seppure tentò di prenderla dondolandosi, non ce la fece e cadde in acqua.

### Gara 17 (11 ottobre 2006)
| Stage | Partecipante | Ostacolo                                                                                     |
| ----- | --- | -------------------------------------------------------------------------------------------- |
| 4     | - 99 Makoto Nagano - 87 Shunsuke Nagasaki                                                                             | - Vittoria (2,56 secondi rimasti) - Rope Climb (18,3 metri)                                  |
| 3     | - 91 Toshihiro Takeda - 86 Paul Terek - 98 Shingo Yamamoto - 81 Bunpei Shiratori - 67 Yuta Adachi - 96 Daisuke Nakata | - Pipe Slider - Cliffhanger Kai - Body Prop - Body Prop - Body Prop - Arm Rings (infortunio) |
| 2     | - 95 Koji Yamada - 92 Lee En-Chih - 51 Kota Honma                                                                     | - Metal Spin - Metal Spin - Spider Walk                                                      |
| 1     | - 100 Katsumi Yamada - 71 Kazuhiko Akiyama 87 concorrenti                                                             | - Warped Wall - Circle Slider                                                                |

### Gara 18 (21 marzo 2007)
| Stage | Partecipante                                                                      | Ostacolo                                                   |
| ----- | --------------------------------------------------------------------------------- | ---------------------------------------------------------- |
| 3     | - 98 Kenji Takahashi - 97 Shunsuke Nagasaki - 96 Makoto Nagano                    | - Shin-Cliffhanger - Shin-Cliffhanger - Shin-Cliffhanger † |
| 2     | - †† Toshihiro Takeda - 70 Yuuji Washimi - 60 Takamasa Nagasaki                   | - Salmon Ladder - Salmon Ladder - Salmon Ladder            |
| 1     | - 73 Katsumi Yamada - 61 Shingo Yamamoto - 95 Bunpei Shiratori 93 concorrenti ††† | - Rope Ladder - Flying Chute - Jumping Spider              |

† Quando Nagano oltrepassò il secondo "salto" del Shin Cliffhanger, con una mano afferrò la sporgenza (corretto), mentre con l'altra la parte alta della struttura (non permesso), e venne quindi squalificato.
†† Dopo la 17ª edizione Takeda pensò di ritirarsi da Ninja Warrior, ma all'ultimo momento i suoi figli lo convinsero a non abbandonare, così Takeda partecipò, senza però poter prendere parte alla pre-gara decisiva per l'assegnazione delle posizioni di partenza. Takeda dovette quindi correre senza numero.
††† In questa edizione i partecipanti non sono stati 100, bensì 102, in quanto si sono aggiunti Toshihiro Takeda e Hiromichi Satô, che hanno corso senza numero identificativo.

### Gara 19 (19 settembre 2007)
| Stage | Partecipante | Ostacolo |
| ----- | --- | --- |
| 2     | - 79 Koji Yamada - 86 Yuuji Washimi                                                                                     | - Salmon Ladder - Salmon Ladder                                                                                  |
| 1     | - 100 Makoto Nagano - 82 Bunpei Shiratori - 96 Toshihiro Takeda - 91 Katsumi Yamada - 81 Shingo Yamamoto 93 concorrenti | - Flying Chute - Flying Chute (tempo scaduto) - Flying Chute (tempo scaduto) † - Jumping Spider - Jumping Spider |

† Takeda finì il suo tempo subito dopo aver completato il Warped Wall e di conseguenza prima di affrontare il Flying Chute 
Record Negativo: il 1° stage fu superato da 2 soli partecipanti, che poi non riuscirono a completare il 2°.

### Gara 20 (26 marzo 2008)
| Stage | Partecipante                                                                                                | Ostacolo                                                             |
| ----- | --- | -------------------------------------------------------------------- |
| 3     | - 1989 Levi Meeuwenberg †                                                                                   | - Shin-Cliffhanger                                                   |
| 2     | - 1924 Yoshiyuki Okuyama - 2000 Makoto Nagano                                                               | - Stick Slider - Downhill Jump                                       |
| 1     | - 1995 Toshihiro Takeda - 1981 Shingo Yamamoto - 1901 Kazuhiko Akiyama - 1999 Katsumi Yamada 93 concorrenti | - Rope Ladder - Half-Pipe Attack - Half-Pipe Attack - Jumping Spider |

† Meeuwenberg, alla sua prima apparizione al Ninja Warrior, completò il 2° stage con 38,5 secondi rimanenti, stabilendo il record di velocità per tale stage.

### Gara 21 (17 settembre 2008)
| Stage | Partecipante | Ostacolo                                                                                    |
| ----- | --- | ------------------------------------------------------------------------------------------- |
| 3     | - 100 Makoto Nagano - 98 Toshihiro Takeda - 97 Daisuke Miyazaki                                                            | - Gliding Ring † - Hang Climbing - Devil Steps                                              |
| 2     | - 49 Lee En-Chih - 99 Levi Meeuwenberg - 91 Tomohiro Matsunaga - 88 Daisuke Nakata - 75 Brian Orosco - 83 Bunpei Shiratori | - Wall Lift - Salmon Ladder - Salmon Ladder - Salmon Ladder - Salmon Ladder - Downhill Jump |
| 1     | - 71 Shingo Yamamoto - 96 Katsumi Yamada 89 concorrenti ††                                                                 | - Flying Chute - Warped Wall                                                                |

† Il Gliding Ring, ultimo ostacolo del 3° stage, non era mai stato tentato prima e venne progettato con un difetto: l'anello avrebbe dovuto scivolare (e infatti "to glide" significa proprio scivolare) facilmente verso il basso lungo la barra (similmente al Circle Slider presente in gara 17), ma a causa del troppo attrito Nagano si vide costretto a forzarne la discesa tirando l'anello pochi centimetri alla volta causando un eccessivo spreco di energie che portò l'ormai esausto Nagano a mollare la presa. Nella successiva edizione il problema venne risolto, infatti i concorrenti riuscirono facilmente a scivolare lungo la barra.
†† In questa edizione i concorrenti furono 101 anziché 100, si aggiunse infatti Ai Ikebe, che corse dunque senza numero.

### Gara 22 (30 marzo 2009)
| Stage | Partecipante | Ostacolo                                                                                  |
| ----- | --- | ----------------------------------------------------------------------------------------- |
| 4     | - 77 Yuuji Urushihara | - G-Rope (22,9 metri)                                                                     |
| 3     | - 49 Hitoshi Kanno - 84 Yoshiyuki Okuyama - 79 Lee En-Chih                                                                  | - Spider Flip † - Shin-Cliff Hanger - Shin-Cliff Hanger                                   |
| 2     | - 90 Hiromichi Sato | - Metal Spin                                                                              |
| 1     | - 100 Makoto Nagano - 31 Shingo Yamamoto - 20 Kazuhiko Akiyama - 92 Toshihiro Takeda - 81 Katsumi Yamada 91? concorrenti †† | - Slider Jump - Half-Pipe Attack ††† - Half-Pipe Attack - Jumping Spider - Jumping Spider |

† Quando Kanno scalò il Spider Flip, toccò parte della struttura con il piede e si arrampicò lungo il lato della piattaforma. Venne quindi squalificato perché fini fuori corsa.
†† Non è chiaro quanti concorrenti abbiano partecipato in questa edizione, con maggior probabilità 101.
††† Yamamoto completò l'Half-Pipe Attack ma scivolò sul ponte che conduceva al Warped Wall, finendo dunque in acqua.

### Gara 23 (27 settembre 2009)
| Stage | Partecipante | Ostacolo |
| ----- | --- | --- |
| 4     | - 100 Makoto Nagano † - 96 Hitoshi Kanno | - G-Rope (22,9 metri) - G-Rope (19 metri) |
| 3     | - 84 Kenji Takahashi - 97 Toshihiro Takeda - 92 Yoshiyuki Okuyama - 95 Levi Meeuwenberg †† - 93 Shingo Yamamoto                                                       | - Gliding Ring - Spider Flip - Spider Flip - Shin-Cliffhanger - Arm Rings (infortunio)                                                                |
| 2     | - 94 Lee En-Chih - 99 Yuuji Urushihara - 73 Brian Orosco - 42 Richard King - 53 Yoshiki Ito - 50 Jun Sato - 49 Satoshi Nakamura - 47 Koji Hashimoto - 45 Naoya Tajima | - Metal Spin - Unstable Bridge - Unstable Bridge - Unstable Bridge - Salmon Ladder - Salmon Ladder - Salmon Ladder †† - Salmon Ladder - Salmon Ladder |
| 1     | - 71 Katsumi Yamada 89? concorrenti ††† | - Slider Jump |

† Dopo aver fallito il 1° stage a causa di un malfunzionamento dello Slider Jump, a Nagano fu data una seconda possibilità.
†† Nakamura fu squalificato per aver toccato con il piede l'ostacolo.
††† Probabilmente in questa gara i partecipanti furono 106, ma non è certo.

### Gara 24 (1 gennaio 2010)
| Stage | Partecipante                                                                                           | Ostacolo |
| ----- | --- | --- |
| 4     | - 93 Yuuji Urushihara - 85 Koji Hashimoto - 94 Kenji Takahashi - 95 Yoshiyuki Okuyama - 92 Lee En-Chih | - Vittoria (3,57 secondi rimasti) - G-Rope (22 metri) - G-Rope (20 metri) † - G-Rope (19 metri) - G-Rope (19 metri) |
| 3     | - 73 Naoya Tajima - 98 Toshihiro Takeda                                                                | - Gliding Ring - Spider Flip                                                                                        |
| 2     | - 97 Hiromichi Sato - 84 Yuuji Washimi - 64 Terukazu Ishikawa - 47 Tomohiro Kawaguchi - 78 Jun Sato    | - Metal Spin - Metal Spin - Metal Spin - Unstable Bridge - Salmon Ladder                                            |
| 1     | - 96 Shingo Yamamoto - 80 Katsumi Yamada - 62 Kazuhiko Akiyama - 100 Makoto Nagano 84 concorrenti      | - Final Climb - Warped Wall - Warped Wall - Jumping Spider ††                                                       |

† Mentre Takahashi affrontava il G-Rope la corda si è attorcigliata e i cavi di sicurezza si sono aggrovigliati, costringendolo a fermarsi.
†† Nagano fallì l'atterraggio dal Jumping Spider, finendo dunque in acqua.

### Gara 25 (28 marzo 2010)
| Stage | Partecipante | Ostacolo |
| ----- | --- | --- |
| 3     | - 80 Lee En-Chih - 60 Koji Hashimoto - 50 Yoshiyuki Okuyama - 40 Kenji Takahashi - 69 Brian Orosco                       | - Ultimate Cliffhanger - Ultimate Cliffhanger - Ultimate Cliffhanger - Ultimate Cliffhanger - Doorknob Grasper |
| 2     | - 90 Shingo Yamamoto - 89 Hitoshi Kanno - 18 Jun Sato - 70 Toshihiro Takeda - 100 Yuuji Urushihara - 48 Levi Meeuwenberg | - Balance Tank - Balance Tank - Unstable Bridge - Double Salmon Ladder - Double Salmon Ladder † - Slider Drop  |
| 1     | - 99 Makoto Nagano - 98 Kazuhiko Akiyama 87 concorrenti                                                                  | - Circle Slider - Warped Wall                                                                                  |

† Urushihara fallì il trasferimento della barra dalla prima alla seconda scala e toccò l'acqua col piede, venendo perciò eliminato.

### Gara 26 (2 gennaio 2011)
| Stage | Partecipante | Ostacolo |
| ----- | --- | --- |
| 3     | - 97 Yoshiyuki Okuyama - 95 Lee En-Chih - 84 David Campbell - 74 Brent Steffensen - 61 Paul Kasemir - 92 Brian Orosco | - Ultimate Cliffhanger - Ultimate Cliffhanger - Ultimate Cliffhanger - Ultimate Cliffhanger - Doorknob Grasper - Roulette Cylinder |
| 2     | - 98 Koji Hashimoto - 83 Travis Furlanic - 87 Naoki Iketani - 85 Terukazu Ishikawa                                    | - Metal Spin - Balance Tank - Double Salmon Ladder - Double Salmon Ladder                                                          |
| 1     | - 99 Makoto Nagano - 90 Katsumi Yamada - 94 Shingo Yamamoto 88? concorrenti †                                         | - Jumping Spider - Jumping Spider - Rolling Escargot                                                                               |

† Anche in questa edizione non è chiaro il numero dei concorrenti, con maggior probabilità è 101.

### Gara 27 (3 ottobre 2011)
| Stage | Partecipante | Ostacolo |
| ----- | --- | --- |
| 4     | - 99 Yuuji Urushihara - 62 Ryo Matachi | - Vittoria (6,71 secondi rimasti) - Rope Climb (18,8 metri) |
| 3     | - 20 Koji Hashimoto - 100 Makoto Nagano - 98 David Campbell - 89 Paul Kasemir - 63 Ryan Stratis - 57 James McGrath - 96 Yoshiyuki Okuyama - 87 Terukazu Ishikawa | - Chain See-Saw - Ultimate Cliffhanger - Ultimate Cliffhanger - Ultimate Cliffhanger - Ultimate Cliffhanger - Ultimate Cliffhanger - Flying Bar - Flying Bar |
| 2     | - 90 Ryouma Kato - 84 Yusuke Morimoto - 79 Brent Steffensen - 71 Travis Furlanic - 60 Travis Rosen - 6 Daisuke Morikami - 93 Naoki Iketani - 92 Wakky - 85 Naoki Yokoyama - 65 Yousuke Kaneko - 56 Yuuya Kadono - 55 Kazuma Asa - 51 Jacob Smith - 1 Hitoshi Kanno - 70 Hidetsugu Setoda - 66 David "Flip" Rodriguez - 29 Naoya Tajima | - Metal Spin - Metal Spin - Metal Spin - Metal Spin - Metal Spin - Metal Spin - Double Salmon Ladder - Double Salmon Ladder - Double Salmon Ladder - Double Salmon Ladder - Double Salmon Ladder - Double Salmon Ladder - Double Salmon Ladder - Double Salmon Ladder (infortunio) † - Slider Drop - Slider Drop - Slider Drop |
| 1     | - 81 Shingo Yamamoto - 91 Katsumi Yamada 71 concorrenti | - Spin Bridge - Warped Wall |

† Kanno si ritirò prima del Double Salmon Ladder a causa di un infortunio alla spalla subito durante il primo stage allo Spin Bridge.

### Gara 28 (27 dicembre 2012)
| Stage | Partecipante | Ostacolo                                                                                 |
| ----- | --- | ---------------------------------------------------------------------------------------- |
| 3     | - 89 Hitoshi Kanno - 88 Yuuji Urushihara - 58 Kazuma Asa                                                                | - Crazy Cliffhanger - Crazy Cliffhanger - Crazy Cliffhanger                              |
| 2     | - 87 Ryo Matachi - 44 Koki Someya                                                                                       | - Passing Wall - Swap Salmon Ladder                                                      |
| 1     | - 100 Makoto Nagano - 99 Katsumi Yamada - 98 Shingo Yamamoto - 96 Kazuhiko Akiyama - 97 Toshihiro Takeda 90 concorrenti | - Double Warped Wall - Double Warped Wall - Spin Bridge - Spin Bridge - Rolling Escargot |

### Gara 29 (27 giugno 2013)
| Stage | Partecipante | Ostacolo |
| ----- | --- | --- |
| 3     | - 79 Yusuke Morimoto - 97 Hitoshi Kano - 96 Kazuma Asa - 87 Kenji Takahashi | - Pipe Slider - Crazy Cliffhanger - Crazy Cliffhanger - Crazy Cliffhanger |
| 2     | - 93 Shunsuke Nagasaki - 56 Lee En-Chih - 99 Yuuji Urushihara - 98 Ryo Matachi - 91 Keitaro Yamamoto - 90 Yuuya Kadono - 89 Yoshiyuki Okuyama - 73 Masashi Hioki - 67 Terukazu Ishikawa - 60 Taiga Hoshikawa - 57 Daisuke Morikami - 41 Koji Hashimoto - 36 Shingo Yamamoto - 86 Wakky - 65 Toshiharu Takami - 62 Hiromasa Katakabe - 61 Hidekazu Inoue | - Passing Wall - Passing Wall - Backstream - Backstream - Backstream - Backstream - Backstream - Backstream - Backstream - Backstream - Backstream - Backstream - Backstream - Swap Salmon Ladder - Swap Salmon Ladder - Swap Salmon Ladder - Cross Slider |
| 1     | - 100 Makoto Nagano - 95 Toshihiro Takeda 77 concorrenti | - Double Warped Wall (infortunio) - Hedgehog |

### Gara 30 (3 luglio 2014)
| Stage | Partecipante | Ostacolo |
| ----- | --- | --- |
| 4     | - 2994 Ryo Matachi - 2967 Tomohiro Kawaguchi | - Rope Climb (23 metri) - Rope Climb (15 metri) |
| 3     | - 2973 Shinya Kishimoto - 2998 Kazuma Asa - 2996 Hitoshi Kanno - 2991 Drew Drechsel - 2990 Lee En-Chih - 2986 Shunsuke Nagasaki - 2935 Masashi Hioki | - Vertical Limit - Crazy Cliffhanger - Crazy Cliffhanger - Crazy Cliffhanger - Crazy Cliffhanger - Crazy Cliffhanger - Crazy Cliffhanger |
| 2     | - 3000 Yusuke Morimoto - 2993 Yuuji Urushihara - 2972 Daisuke Morikami - 2969 Taiga Hoshikawa - 2968 Yuuya Kadono - 2992 Shingo Yamamoto - 2974 Terukazu Ishikawa - 2970 Hiromasa Katakabe - 2999 Makoto Nagano - 2995 Kenji Takahashi - 2984 Koki Someya - 2982 Wakky - 2980 Toshihiro Takeda - 2971 Toshiharu Takami - 2932 Hiroshige Yamamoto - 2981 Kinnikun Nakayama - 2965 Kung Cheen-Howng - 2914 Noritomo Morisawa | - Wall Lift - Wall Lift - Wall Lift - Wall Lift - Wall Lift - Backstream - Backstream - Backstream - Swap Salmon Ladder - Swap Salmon Ladder - Swap Salmon Ladder - Swap Salmon Ladder - Swap Salmon Ladder - Swap Salmon Ladder - Swap Salmon Ladder - Cross Slider - Cross Slider - Non affrontato (infortunio) |
| 1     | - 2934 Katsumi Yamada † - 2997 Bunpei Shiratori †† 71 concorrenti | - Warped Wall - Jump Hang Kai |

† La gara di Yamada non è stata trasmessa a causa di un'accesa discussione di quest'ultimo col direttore Masato Inui.
†† Non partecipava dalla gara 21 a causa di infortuni alla schiena e al ginocchio; dopo aver partecipato ha annunciato il suo ritiro, giustificato inoltre dal suo invecchiamento (aveva 46 anni all'epoca).

### Gara 31 (1º luglio 2015)
| Stage | Partecipante | Ostacolo |
| ----- | --- | --- |
| 4     | - 91 Yusuke Morimoto | - Vittoria (2,5 secondi rimasti) |
| 3     | - 96 Hitoshi Kanno - 97 Tomohiro Kawaguchi - 95 Kazuma Asa - 94 Drew Drechsel - 89 Kenji Takahashi - 72 Anastase Ragivaru - 31 Masashi Hioki                                             | - Vertical Limit Kai - Crazy Cliffhanger - Crazy Cliffhanger - Crazy Cliffhanger - Crazy Cliffhanger - Crazy Cliffhanger - Crazy Cliffhanger           |
| 2     | - 76 Yuuichi Okada - 49 Zhang Wang Yang - 34 Hiroshige Yamamoto - 84 Alexander Mars - 79 Kai Fukanuma - 40 Riku Hanamoto - 86 Masamitsu Kikuchi - 82 Kenji Darvish - 75 Kung Cheen-Howng | - Wall lift - Wall Lift - Backstream - Salmon Ladder Kudari - Salmon Ladder Kudari - Salmon Ladder Nobori - Cross Slider - Cross Slider - Cross Slider |
| 1     | - 98 Makoto Nagano - 93 Toshihiro Takeda - 92 Shingo Yamamoto 80 concorrenti | - Warped Wall - Rolling Hill - Rolling Hill |

### Gara 32 (3 luglio 2016)
| Stage | Partecipante | Ostacolo |
| ----- | --- | --- |
| 3     | - 93 Drew Drechsel - 76 Jun Sato - 62 Brent Steffensen - 85 André Sihm - 97 Tomohiro Kawaguchi - 94 Anastase Ragivaru - 87 Shunsuke Nagasaki - 66 Yusuke Suzuki | - Vertical Limit Kai - Ultra Crazy Cliffhanger - Ultra Crazy Cliffhanger - Sidewinder R Kai - Flying Bar - Flying Bar - Flying Bar - Flying Bar |
| 1     | - 100 Makoto Nagano † - 98 Toshihiro Takeda - 99 Shingo Yamamoto 89 concorrenti                                                                                 | - Lumberjack Climb - Warped Wall - Double Pendulum                                                                                              |

† Come aveva precedentemente lasciato intendere nell'edizione del 2015, questa è stata la sua ultima apparizione a Ninja Warrior, decisione presa in seguito all'aumento di stanchezza avuto nelle ultime gare, avendo ormai superato i 40 anni di età (44 anni nell'ultima edizione). Dopo non essere riuscito a completare il primo stage per pochi secondi, tra gli applausi del pubblico gli altri amici concorrenti hanno indetto una piccola cerimonia d'addio, durante la quale gli hanno regalato un telo con le loro dediche e l'hanno infine gettato nelle acque fangose del monte Midoriyama.

### Gara 33 (26 marzo 2017)
| Stage | Partecipante | Ostacolo |
| ----- | --- | --- |
| 3     | - 96 Drew Drechsel - 100 Yusuke Morimoto - 98 Shunsuke Nagasaki - 97 Jun Sato - 95 Kazuma Asa                                                        | - Ultra Crazy Cliffhanger - Flying Bar - Flying Bar - Flying Bar - Flying Bar                                                                                                   |
| 2     | - 83 Wataru Mori - 45 Masashi Hioki - 90 Toshihiro Takeda - 77 Dai Igarashi - 86 Ryoichi Tsukada - 85 Masayuki Kikuchi - 81 Takeru - 52 Seiki Takasu | - Reverse Conveyor - Reverse Conveyor - Salmon Ladder Kudari - Salmon Ladder Kudari - Salmon Ladder Nobori - Salmon Ladder Nobori - Salmon Ladder Nobori - Salmon Ladder Nobori |
| 1     | - 91 Shingo Yamamoto - 33 Katsumi Yamada 85 concorrenti                                                                                              | - Double Pendulum - TIE Fighter |

### Gara 34 (8 ottobre 2017)
| Stage | Partecipante | Ostacolo |
| ----- | --- | --- |
| 3     | - 100 Yusuke Morimoto - 98 Tomohiro Kawaguchi - 97 Drew Drechsel - 96 Jun Sato - 93 Anastase Ragivaru - 87 Jessie Graff - 45 Masashi Hioki - 84 Yusuke Suzuki - 49 Satoshi Obata | - Vertical Limit Kai - Ultra Crazy Cliffhanger - Ultra Crazy Cliffhanger - Ultra Crazy Cliffhanger - Ultra Crazy Cliffhanger - Ultra Crazy Cliffhanger - Ultra Crazy Cliffhanger - Sidewinder Kai - Sidewinder Kai                                                                               |
| 2     | - 47 Hiroshige Yamamoto - 99 Yuuji Urushihara - 89 Kenji Darvish - 83 Kenji Takahashi - 74 Keitaro Yamamoto - 81 Takeru - 38 Shogo Ugajin - 95 Shunsuke Nagasaki - 91 Toshihiro Takeda - 88 Ryoichi Tsukada - 80 Dai Igarashi - 46 Seiki Takasu - 86 Takaharu Nakagawa - 40 Tatsuhiro Fujimatsu - 34 Minami Ono | - Wall Lift - Reverse Conveyor - Reverse Conveyor - Reverse Conveyor - Reverse Conveyor - Backstream - Backstream - Spider Walk - Salmon Ladder Kudari - Salmon Ladder Kudari - Salmon Ladder Kudari - Salmon Ladder Kudari - Salmon Ladder Nobori - Salmon Ladder Nobori - Salmon Ladder Nobori |
| 1     | - 92 Shingo Yamamoto 75 concorrenti | - Double Pendulum |

### Gara 35 (26 marzo 2018)
| Stage | Partecipante                                                                | Ostacolo                                                                    |
| ----- | --------------------------------------------------------------------------- | --------------------------------------------------------------------------- |
| 4     | - 100 Yusuke Morimoto                                                       | - Rope Climb (20 metri)                                                     |
| 3     | - 99 Tomohiro Kawaguchi - 98 Drew Drechsel - 97 Jun Sato - 60 Masashi Hioki | - Vertical Limit - Vertical Limit - Ultra Crazy Cliffhanger - Planet Bridge |
| 2     | - 96 Kenji Darvish - 92 Shunsuke Nagasaki - 89 Keitaro Yamamoto             | - Wall Lift - Spider Drop - Spider Drop                                     |
| 1     | - 91 Toshihiro Takeda - 74 Shingo Yamamoto 90 concorrenti                   | - Dragon Glider - Fish Bone                                                 |

### Gara 36 (31 dicembre 2018)
| Stage | Partecipante | Ostacolo |
| ----- | --- | --- |
| 4     | - 100 Yusuke Morimoto | - Rope Climb (24,5 metri) |
| 3     | - 95 Yuuji Urushihara - 92 Ryo Matachi - 73 Tatsuya Tada - 99 Tomohiro Kawaguchi - 96 Jun Sato - 71 Masashi Hioki - 63 Naoyuki Araki - 98 Kenji Darvish - 89 Ben Toyer | - Vertical Limit - Vertical Limit - Vertical Limit - Ultra Crazy Cliffhanger - Ultra Crazy Cliffhanger - Ultra Crazy Cliffhanger - Ultra Crazy Cliffhanger - Sidewinder - Flying Bar |
| 2     | - 93 Keitaro Yamamoto - 97 Drew Drechsel - 76 Wataru Mori - 75 Shogo Ugajin - 83 Takaharu Nakagawa                                                                     | - Wall lift - Reverse Conveyor † - Reverse Conveyor †† - Reverse Conveyor - Spider Walk                                                                                              |
| 1     | - 85 Toshihiro Takeda ††† - 81 Shingo Yamamoto 83 concorrenti | - Dragon Glider (infortunio) - Wing Slider |

† Subito dopo aver completato il Backstream Drew scese dalla rampa troppo velocemente e finì fuori percorso, venendo quindi escluso dalla corsa.
†† Mori aveva completato il secondo stage con 0.5 secondi di scarto, ma venne squalificato perché durante il Reverse Conveyor usò le gambe per supportarsi ai bordi dell'ostacolo, e ciò venne definito contro le regole.
††† Takeda si ritirò prima del Dragon Glider a causa di infortunio alla spalla subito dopo il Wing Slider.
Quarto Stage tenutosi live durante il broadcast, presso il Yokohama Red Brick Warehouse.

### Gara 37 (31 dicembre 2019)
| Stage | Partecipante | Ostacolo |
| ----- | --- | --- |
| 4     | - 88 René Casselly - 49 Tatsuya Tada                                                                                | - Salmon Ladder Jugo Dan (13 metri) - Salmon Ladder Jugo Dan (12 metri)                                                               |
| 3     | - 96 Yuuji Urushihara - 98 Jessie Graff - 94 Jun Sato - 60 Masashi Hioki - 48 Yoshinori Isa - 47 Yoshiyuki Yamamoto | - Pipe Slider - Cliffhanger Dimension - Cliffhanger Dimension - Cliffhanger Dimension - Cliffhanger Dimension - Cliffhanger Dimension |
| 2     | - 75 Yusuke Suzuki - 55 Koji Saikawa                                                                                | - Spider Walk - Salmon Ladder Kudari                                                                                                  |
| 1     | - 84 Shingo Yamamoto † 89 concorrenti                                                                               | - Dragon Glider |

† Unica All-Star partecipante 
Quarto Stage tenutosi live durante il broadcast, presso il Yokohama Red Brick Warehouse.

### Gara 38 (29 dicembre 2020)
| Stage | Partecipante | Ostacolo |
| ----- | --- | --- |
| 4     | - 100 Yusuke Morimoto | - Vittoria (2,5 secondi rimasti) |
| 3     | - 95 Tatsuya Tada - 94 Jun Sato - 49 Yoshiyuki Yamamoto - 50 Yoshinori Isa | - Cliffhanger Dimension - Cliffhanger Dimension - Cliffhanger Dimension †† - Flying Bar                                                                 |
| 2     | - 99 Yuuji Urushihara - 57 Masashi Hioki - 40 Hayate Kajihara - 82 Naoyuki Araki - 14 Koji Saikawa - 88 Hikaru Iwamoto - 74 Rinne Sugeta - 71 Ryo Matachi - 90 Keitaro Yamamoto | - Wall Lift - Wall Lift - Wall Lift - Reverse Conveyor - Spider Drop - Salmon Ladder Kudari - Salmon Ladder Nobori - Salmon Ladder Nobori - Rolling Log |
| 1     | - 98 Makoto Nagano - 86 Shingo Yamamoto - 97 Katsumi Yamada - 87 Toshihiro Takeda † 82 concorrenti                                                                              | - Dragon Glider - Dragon Glider - Dragon Glider - Fish Bone                                                                                             |

† Takeda avrebbe compleato il primo stage ma è stato squalificato per aver saltato l'ultimo piedistallo del Fish Bone.
†† La mano di Yamamoto scivolò dal Cliffhanger poco prima che potesse completare l'ostacolo.

### Gara 39 (28 dicembre 2021)
| Stage | Partecipante | Ostacolo |
| ----- | --- | --- |
| 3     | - 91 Tatsuya Tada - 59 Masashi Hioki - 35 Hayate Kajihara - 89 Ryo Matachi - 55 Yoshinori Isa - 50 Yoshiyuki Yamamoto - 90 Keitaro Yamamoto - 77 Yusuke Suzuki - 71 Tomohiro Mutou | - Vertical Limit - Cliffhanger Dimension - Cliffhanger Dimension - Swing Edge - Swing Edge † - Swing Edge - Sidewinder - Sidewinder - Sidewinder |
| 2     | - 9 Koji Saikawa - 88 Hikaru Iwamoto - 20 Rinne Sugeta - 14 Yusuke Goto - 31 Hideki Ajima                                                                                          | - Wall Lift - Reverse Conveyor - Reverse Conveyor - Salmon Ladder Kudari - Rolling Log                                                           |
| 1     | - 92 Shingo Yamamoto - 96 Katsumi Yamada 84 concorrenti | - Fish Bone - Quad Steps |

† Isa afferrò l'ostacolo davanti anziché dietro come da regolamento, venendo dunque squalificato

### Gara 40 (27 dicembre 2022)
| Stage | Partecipante | Ostacolo |
| ----- | --- | --- |
| 4     | - 4000 Yusuke Morimoto - 3950 Yoshiyuki Yamamoto - 3973 Tatsuya Tada | - Rope Climb (25 metri) - Rope Climb (17 metri) - Salmon Ladder Jugo Dan (12 metri)                                                                                            |
| 3     | - 3975 Keitaro Yamamoto - 3999 Yuuji Urushihara - 3974 Naoyuki Araki - 3972 Jun Sato - 3965 Hayate Kajihara - 3993 Tomohiro Kawaguchi - 3924 Yoshinori Isa - 3977 Yusuke Suzuki - 3976 Tomohiro Mutou                                                                     | - Pipe Slider - Vertical Limit - Cliff Dimension - Cliff Dimension - Cliff Dimension - Swing Edge - Swing Edge - Sidewinder - Sidewinder                                       |
| 2     | - 3990 Oliver Edelmann - 3984 Stefanie Edelmann - 3995 Shingo Yamamoto - 3985 Jessie Graff - 3910 Koji Saikawa - 3991 Kane Kosugi - 3971 Ryoichi Tsukada - 3955 Masashi Hioki - 3982 Ayano Oshima - 3943 Shunsuke Nagasaki - 3949 Hayato Takasuka - 3987 Yoshikazu Fujita | - Wall Lift - Wall Lift - Reverse Conveyor - Reverse Conveyor - Reverse Conveyor - Backstream - Backstream - Backstream - Spider Drop - Spider Drop - Spider Run - Rolling Log |
| 1     | - 3998 Makoto Nagano - 3997 Kazuhiko Akiyama - 3996 Katsumi Yamada 73 concorrenti | - Double Warped Wall - Dragon Glider - Fish Bone |

### Gara 41 (27 dicembre 2023)
| Stage | Partecipante | Ostacolo |
| ----- | --- | --- |
| 3     | - 100 Yusuke Morimoto - 98 Tatsuya Tada - 80 Keitaro Yamamoto - 59 Ryosuke Miyaoka - 99 Yoshiyuki Yamamoto - 97 Yuuji Urushihara - 93 René Casselly - 92 Daniel Gil - 77 Tomohiro Mutou - 76 Jun Sato - 51 Masashi Hioki - 45 Wasabi - 44 Hayate Kajihara † - 16 Yuta Yamashita - 79 Naoyuki Araki | - Vertical Limit BURST - Vertical Limit BURST - Vertical Limit BURST - Vertical Limit BURST - Cliff Dimension - Cliff Dimension - Cliff Dimension - Cliff Dimension - Cliff Dimension - Cliff Dimension - Cliff Dimension - Cliff Dimension - Cliff Dimension - Cliff Dimension - Sidewinder |
| 2     | - 52 Shuzo Uchimiya - 42 Yuta Nakashima - 90 Ryo Matachi - 60 Yusuke Goto - 41 Kaiou Nagano - 61 Shunsuke Nagasaki | - Wall Lift - Backstream - Salmon Ladder Nobori - Rolling Log - Rolling Log - Non affrontato (infortunio) |
| 1     | - 95 Katsumi Yamada - 94 Shingo Yamamoto - 96 Makoto Nagano 76 concorrenti | - Twin Dia - Rolling Hill - Quad Steps |

† Kajihara superò il primo stage con ben 45,39 secondi rimasti, un tempo record per il primo stage.

### Gara 42 (25 dicembre 2024)
| Stage | Partecipante | Ostacolo |
| ----- | --- | --- |
| 4     | - 78 Ryosuke Miyaoka | - Rope Climb (16 metri) |
| 3     | - 100 Yusuke Morimoto - 90 Iliann Cherif - 77 Tatsuya Tada - 99 Yuuji Urushihara - 91 Daniel Gil - 76 Naoyuki Araki - 60 Tomohiro Mutou - 46 Yuta Nakashima - 97 Yoshiyuki Yamamoto - 96 Tomohiro Kawaguchi - 79 Keitaro Yamamoto - 61 Masashi Hioki - 47 Hayato Takasuka - 40 Hayate Kajihara - 69 Shuzo Uchimiya | - Vertical Limit BURST - Vertical Limit BURST - Vertical Limit BURST - Cliff Dimension - Cliff Dimension - Cliff Dimension - Cliff Dimension - Cliff Dimension - Swing Edge - Swing Edge - Swing Edge - Swing Edge - Swing Edge - Swing Edge - Sidewinder |
| 2     | - 54 Yusuke Suzuki - 71 Hitoshi Kanno - 52 Rinne Sugeta - 33 Yasuhito Imoto - 18 Koji Saikawa - 15 Hiroki Kajita - 85 Olivia Vivian - 75 Jun Sato - 72 Shunsuke Nagasaki - 70 Ryo Matachi - 45 Kaiou Nagano - 31 Takumi Uemura                                                                                     | - Wall Lift - Reverse Conveyor - Reverse Conveyor - Reverse Conveyor † - Spider Run - Salmon Ladder Nobori - Rolling Log - Rolling Log - Rolling Log - Rolling Log - Rolling Log - Rolling Log                                                            |
| 1     | - 98 Makoto Nagano - 93 Shingo Yamamoto - 95 Katsumi Yamada - 94 Bunpei Shiratori 68 concorrenti | - Dragon Glider - Dragon Glider - Twin Dia - Fish Bone |

† Imoto aveva completato il secondo stage con 2.62 secondi di scarto, ma venne squalificato perché durante il Reverse Conveyor usò le gambe per supportarsi ai bordi dell'ostacolo, e ciò va contro le regole.